# Comtat de Zülpich
El comtat de Zülpich fou una jurisdicció feudal del Sacre Imperi Romanogermànic a la regió de la Ripuària (la regió del Rin). En la partició de territoris entre Germània i França el 8 d'agost del 870 els cinc comtats de Ripuària (Zülpich, Jülich, Eifel, Bonn o Colònia) van quedar per Lluís el Germànic. La capital era Tulpiac o Tolbiac i el territori el pagus Tulpiacensis o Tolbiacensis del que deriva el nom alemany de Zülpich.
Eberard comte de Bonn no apareix com a comte de Zukpich però si que ho fa el seu fill Erenfred i sembla probable que el comtat ja hagués estat assignat al pare. Fou també comte de Bonn (vers 940-970) i com a comte de Hattuaria, de Tubalgo i de Ruhr-Keldachgau). Com a comte de Zülpich s'esmenta en carta de 24 de gener del 942; com a comte de Bonn en carta del 945 i donació del 15 de gener del [947]; com a comte de Hattuaria en donació del 4 de maig del 947; com a comte de Tubalgo en una confirmació de privilegis d'Otó I del 4 d'agost del 947; i com a comte de Rihr-Keldachgau en carta del 950.
Després apareix Werner que devia ser comte vers 953 quan apareix en una carta de l'arquebisbe de Colònia, Brunó, d'aquest any confirmant un canvi de territoris entre el comte Warner i l'abat de Stavelot; fou també comte d'Hesbaye (més concretament d'una part d'Hesbaye, potser a Lovaina) que abans havia estat d'Immo i al que li havia estat confiscat per la seva revolta vers 958; l'emperador Otó I li concedia alguns territoris en carta de 17 de gener del 966. El 973 Renald fou nomenat comte d'Hainaut quan van retornar Reyner i el seu germà Lambert, fills de Renyer III de Baixa Lotaríngia, i Warner de Zülpich i Haspengouw, que era el seu germà, fou enviat en el seu ajut, però Renald i Warner van morir en la batalla de Peronne el 973.
El següent i darrer comte de Zülpich conegut, al segle següent, fou Brunó de Heimbach que apareix en carta del 1063, casat amb Matilde filla de Widric I de Clermont/Condroz i possible germana o germanastre d'Ermengarda de Montaigu.
Al segle XIV hi havia diversos petits comtats i senyories a la zona i una part pertanyia a Jülich.

## Llista de comtes
- Eberard vers 940
- Erenfred vers 940-953
- Werner vers 953-973
- Desconeguts 973-vers 1050
- Brunó d'Heimbach vers 1050-1070